# Матвій Кантакузин
Матвій Кантакузин (грец. Ματθαίος Ἀσάνης Καντακουζηνός, 1325, Константинополь — 1391, Морея) — імператор Візантійської імперії з 1353 по 1357 рік та деспот Морейського деспотату у 1380–1383 рр.

## Біографія
Матвій Кантакузин був старший син імператора Іоанна VI Кантакузина від Ірини Асень, правнучки болгарського царя Івана III Асеня.
У 1341 році Матвій одружився з Іриною Палеолог, внучкою імператора Андроніка II. Під час війни 1341–1347 років між його батьком і Палелогами, Матвій був одним з воєначальників Іоанна Кантакузіна. Після сходження Іоанна VI на візантійський престол у 1347 році Матвій, розгніваний, що батько не оголосив його своїм спадкоємцем, самовільно присвоїв землі в східній Фракії. У 1352 Іоанн Кантакузин віддав Матвієві у правління Адріанополь. У квітні 1353 року батько проголосив Матвія своїм співправителем та співправителем Іоанна V Палеолога.
Після зречення Іоанна VI від престолу в 1354 році Матвій протягом ще трьох років відбивав натиск Іоанна V і його союзників — сербів, болгар і турків. У 1357 році сербському полководцю Воїхне вдалося взяти Матвія в полон. Іоанн V Палеолог зажадав зречення Матвія від престолу в Адріанополі. Палеолог залишив суперника в живих, задовольнившись його зреченням від престолу.
У 1361 році Матвій перебрався в Морею до свого брата — морейского деспота з 1348 року — Мануїла Кантакузіна. У 1380 році Матвій знов отримав царський титул, коли зайняв трон свого померлого брата Мануїла. В останні роки життя Матвій підписувався як василевс ромеїв.
У 1383 році передав владу своєму сину Дмитру (1343 — 1384/1420) та пішов у монастир.